# Фарана (місто)
Фарана (фр. Faranah) — місто у центральній частині Гвінеї, адміністративний центр однойменної провінції.

## Географія
Місто розташовано на березі річки Нігер на висоті 456 м над рівнем моря. В околицях Фарани є значне родовище залізної руди.

### Клімат
Місто знаходиться у зоні, котра характеризується кліматом тропічних саван. Найтепліший місяць — березень із середньою температурою 30.6 °C (87 °F). Найхолодніший місяць — липень, із середньою температурою 25.6 °С (78 °F).
| Клімат Фарани           | Клімат Фарани | Клімат Фарани | Клімат Фарани | Клімат Фарани | Клімат Фарани | Клімат Фарани | Клімат Фарани | Клімат Фарани | Клімат Фарани | Клімат Фарани | Клімат Фарани | Клімат Фарани | Клімат Фарани |
| Показник                | Січ.          | Лют.          | Бер.          | Квіт.         | Трав.         | Черв.         | Лип.          | Серп.         | Вер.          | Жовт.         | Лист.         | Груд.         | Рік           |
| Абсолютний максимум, °C | 38            | 38            | 39            | 42            | 37            | 32            | 32            | 37            | 36            | 32            | 37            | 40            | 42            |
| Середній максимум, °C   | 29            | 32            | 33            | 32            | 30            | 27            | 26            | 26            | 27            | 28            | 29            | 29            | 29            |
| Середня температура, °C | 26            | 28            | 30            | 30            | 28            | 26            | 25            | 25            | 26            | 26            | 27            | 26            | 27            |
| Середній мінімум, °C    | 23            | 26            | 27            | 28            | 26            | 25            | 23            | 23            | 24            | 25            | 24            | 22            | 25            |
| Абсолютний мінімум, °C  | 12            | 15            | 16            | 20            | 16            | 17            | 18            | 18            | 18            | 17            | 12            | 10            | 10            |
| Днів з опадами          | 1             | 0             | 1             | 0             | 3             | 2             | 10            | 12            | 7             | 5             | 2             | 1             | 44            |
| ----------------------- | ------------- | ------------- | ------------- | ------------- | ------------- | ------------- | ------------- | ------------- | ------------- | ------------- | ------------- | ------------- | ------------- |
| Джерело: Weatherbase    |               |               |               |               |               |               |               |               |               |               |               |               |               |

## Транспорт
У місті є аеропорт.

## Населення
За даними 2013 року чисельність населення міста становила 119 159 осіб. Основна етнічна група — мандінка.
Уродженцем міста є колишній президент Гвінеї, Ахмед Секу Туре (1958–1984).
Динаміка чисельності населення за роками:
| 1983 | 1996   | 2013    |
| ---- | ------ | ------- |
| 8020 | 34 472 | 119 159 |